# Misery Business
A Misery Business a Paramore első kislemeze a második albumukról, a Riot!-ról. A Misery Business videóklipje volt a harmadik Paramore klip amit Shane Drake rendezett. Jelölve volt a „Legjobb Klip”-re a Kerrang! Awards 2007-en, de ezt a Fall Out Boy This Ain’t a Scene, It’s an Arms Race nyerte.
Ez a dal megtalálható a Saints Row 2, az NHL 08 és a Guitar Hero World Tour videójátékokban.

## Slágerlisták
2007. június 21-én a Misery Business a 99. helyen debütált a Billboard Hot 100-on. A Misery Business a zenekar harmadik slágerlistákra felkerülő kislemeze az Egyesült Államokban. A következő héten a szám 13 helyet lépett előre és a 86. helyen végzett. A 2007 augusztusában a növekvő letöltések miatt a szám újra felkerült a Billboard Hot 100-re szeptember 1-jén a 34. helyen, ami 2008. január 5-éig a legjobb helyezése volt amikor a 31. pozíciót érte el. A jelenlegi legjobb helyezése a 26. pozíció. Az Hot Modern Rock Tracks slágerlistán a 3. volt a legjobb helyezése. 2008. szeptember 17-én a kislemez platinalemez lett mivel több mint 1 000 000 példányt adtak el belőle.
A kislemezt az Egyesült Királyságban a Record Store újra kiadta 2008. február 11-én. Több latin-amerikai országban sikeres lett, köztük Mexikóban, Argentínában, Chileben, Brazíliában.
A kislemez legjobb helyezése a 17. volt a Brit kislemezlista slágerlistán. Ez volt a zenekar első az Egyesült Királyságban slágerlistára kerülő száma.
A Misery Business a dán Top 40 slágerlistán a 28., a finnen a 23., míg a németen a 12. helyezést érte el.
Az Alternative Press a Misery Business klipjét 2007 Legjobb Videóklipjének nyilvánította.

## Videóklip
A videóklipet a Reseda Főiskolán Resedában forgatták 2006. december 21-én. Shane Drake rendezte aki a Pressure és az Emergency videóklipjét is.
A videóklip úgy kezdődik, hogy a zenekar egy RIOT! felirattal (utalás az album nevére) kitapétázott szobában adja elő a számot. Ezután a kép egy főiskolára vált ahova egy kék ruhás és erősen kisminkelt lány lép be (Amy Paffrath alakítja). Amint belép az iskolai cheerleadereit félre löki, majd levágja egy lány haját. Később egy felkötött karú fiú lép ki az iskolaorvostól akit ez a lány nekilök a falnak. A zenekar tovább játssza a számot, majd a lány odalép egy szerelmespárhoz félrelöki a lányt és megcsókolja a fiút. Ezután újra az látható ahogy a zenekar játszik, majd kilépnek egy teremből. Hayley Williams és a lány találkoznak a folyosón, majd Hayley kiveszi a lány melltömését és egy törölközővel letörli a lány sminkjét. A klip úgy ér véget, hogy a zenekar befejezi a számot és Zac Farro kineveti a lányt.
Az FBR+ egy olyan videóklipet is kiadott amiben nem szerepelnek az iskolai jelenetek csak az ahogy a zenekar játszik.

## Koncepció
A dal eredet nem egyértelmű és Williams egymásnak ellentmondó magyarázatokat adott. A Fueled by Ramen weboldalán azt írták, hogy Wiiliams a LiveJournaljukon feltett kérdésre esett válaszokból írta a dalt. Azonban a zenekar LiveJournal-ján Williams azt írta, hogy a dal egy múltbeli tapasztalatából szól: egy fiú barátjáról szól, akit Hayley szerint a lány manipulálta, és később amikor Hayley és a fiú elkezdtek randizni akkor megírta a szöveget ezzel „végre ki tudtam fejezni a történet ezen oldalát és megszabadulva éreztem magam ettől az egésztől”. Később Williams foglalkozott a dal refrénjével:
But God does it feel so good (De Istenem olyan jó érzés)
'Cause I got him where I want him now (Mivel már ott kaphatom meg ahol akarom [a fiút])
And if you could then you know you would (És ha tehetnéd tudod, hogy megtennéd)
'Cause God it just feels so (Mer' Istenem ez annyira)
It just feels so good (Annyira jó érzés)
Williams úgy érezte, hogy néhányan az Isten szó használatát istenkáromlásnak tekinthetik, és mivel keresztény ezért nem akart felelős lenni azért „mert sok ember hiába használná az Istenem nevét”. Később elnézést kért a zenekar LiveJournalján.
Misery Business szókapcsolat először Rob Reiner Misery című filmjében volt hallható 1990-ben.

## Számlista
A kislemezt és a két 7" vinylt június 18-án adták ki az Egyesült Királyságban. A kislemezen egy új szám, a Stop This Song (Love Sick Melody) is megtalálható volt, és a két vinylen két cover is hallható: a Foo Fighters My Hero és a U2 Sunday Bloody Sunday című száma.
| 1. | Misery Business                   | 3:18 |
| 2. | Stop This Song (Love Sick Melody) | 3:23 |

| 1. | Misery Business                               | 3:18 |
| 2. | My Hero (Electronic Mix (Foo Fighters cover)) | 3:39 |
| 3. | Stop This Song (Love Sick Melody)             | 3:23 |

| 1. | Misery Business                               | 3:18 |
| 2. | My Hero (Electronic Mix (Foo Fighters cover)) | 3:39 |

| 1. | Misery Business      | 3:18 |
| 2. | Sunday Bloody Sunday | 4:20 |

| 1. | Misery Business |  |
| 2. | This Circle     |  |

## Kiadási dátum
| Ország             | Dátum            | Verzió      |
| ------------------ | ---------------- | ----------- |
| Egyesült Államok   | 2007. július 10. | Eredeti     |
| Írország           | 2008. január 6.  | Újra kiadás |
| Egyesült Királyság | 2008. január 6.  | Újra kiadás |

## Slágerlisták
| Slágerlista (2007/2008)                | Legjobb helyezés |
| -------------------------------------- | ---------------- |
| Australian ARIA Singles Chart          | 65               |
| Canadian Hot 100                       | 67               |
| German Singles Chart                   | 79               |
| Dutch Singles Chart                    | 28               |
| Peru Rock Chart                        | 26               |
| U.S. Billboard Hot 100                 | 26               |
| U.S. Billboard Pop 100                 | 16               |
| U.S. Billboard Hot Adult Top 40 Tracks | 31               |
| U.S. Billboard Hot Modern Rock Tracks  | 3                |
| UK Singles Chart                       | 17               |

## A populáris kultúrában I
- Ezt a számot használták a StarCraft Shinhan Bank Pro League-ben.
- A számot egy brit szappanoperában, a Hollyoaks-ban is hallható volt 2008 márciusában (a Born for This egy másik epizódban 2008 szeptemberében, míg a Hallelujah 2008 októberében volt hallható benne).
- A dal a Guitar Hero World Tour videójátékban is megtalálható, amiben Hayley Williams egy irányítható karakter.
- A dal a Saints Row 2 videójátékban is megtalálható.[11]
- Az NHL 08 videójátékban is hallható a szám.
- A Degrassi: The Next Generation hetedik évadjának egy epizódjában is hallható volt.

### Feldolgozások
- Sea of Treachery metalcore zenekar is előadta a Misery Business-t. Hayley Williams dicsérte a teljesítményüket.[12]
- Aaron Marsh is előadta a számot az egyik koncertjén. Hayley Williams ezt a Twitterén dicsérte.

## Fordítás
- Ez a szócikk részben vagy egészben a Misery Business című angol Wikipédia-szócikk fordításán alapul.  Az eredeti cikk szerkesztőit annak laptörténete sorolja fel. Ez a jelzés csupán a megfogalmazás eredetét és a szerzői jogokat jelzi, nem szolgál a cikkben szereplő információk forrásmegjelöléseként.